# Estadio Municipal de Águeda
El Estadio Municipal de Águeda es un estadio de usos múltiples en Águeda, Portugal. En la actualidad se utiliza sobre todo para los partidos de fútbol y es el estadio del RD Águeda. El estadio es capaz de mantener a 10.000 personas y fue inaugurado en 2003.

## Selección de fútbol de Portugal
Un partido del equipo nacional se llevó a cabo en el estadio en 2004.
| Amistoso; 29 de mayo de 2004 | Portugal                                       | 3:0 | Luxemburgo | Estádio Municipal de Águeda, Águeda |  |
|                              | Luís Figo 15' · Nuno Gomes 29' · Rui Costa 35' |     |            |                                     |  |